# داحس والغبراء

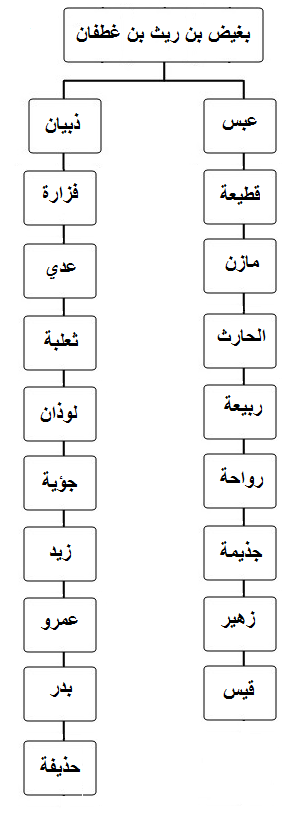
صلة القرابة بين زعيمي الحرب قيس بن زهير، وحذيفة بن بدر

داحس والغبراء هي حرب من حروب الجاهلية بين فرعين من قبيلة غطفان، هما: عبس وذبيان، وتعد هي وحرب البسوس وحرب الفجار وحرب بعاث من أطول الحروب التي عاشها وخاضها العرب في العصر الجاهلي.

## التسمية
داحس والغبراء هما اسما فرسين، فقد كان «داحس» حصاناً لا يُشقّ له غبار، وكانت الغبراء فرساً لا يُشقّ لها غبار، وهما من خيول قيس بن زهير العبسي الغطفاني، وقيل أن الغبراء كانت لحذيفة بن بدر الذبياني الغطفاني.
كان سبب الحرب هو سلب قافلة حجاج للمناذرة تحت حماية الذبيانيين، مما سبب غضب النعمان بن المنذر وأوعز بحماية القوافل قيس بن زهير من عبس مقابل عطايا وشروط اشترطها ابن زهير ووافق النعمان عليها، مما سبب الغيرة لدى بنى ذبيان، فخرج حذيفة مع مستشاره وأخيه حمل بن بدر وبعضا من أتباعه لمقابلة ابن زهير، وتصادف أن كان يوم سباق للفرس. اتفق قيس وحذيفة على رهان على حراسة قوافل النعمان لمن يسبق من الفرسين.
كانت المسافة كبيرة تستغرق عدة أيام تقطع خلالها شعب صحراوية وغابات، أوعز حمل بن بدر من ذبيان لنفر من أتباعه يختبئوا في تلك الشعاب قائلا لهم: إذا وجدتم داحس متقدما على الغبراء في السباق فردوا وجهه كي تسبقه الغبراء فلما فعلوا تقدمت الغبراء. حينما تكشف الأمر بعد ذلك اشتعلت الحرب بين عبس وذبيان.

دامت تلك الحرب أربعين سنة واشتركت فيها العديد من القبائل العربية بصف بني ذبيان مثل قبيلة طيء وهوازن التي كان لها ثأر لإغارة عبس عليهم لاعتقاد عبس بأنهم سبب مقتل زعيمهم زهير ومن قبله ابنه شأس بن زهير، وهي الحرب التي أظهرت قدرات عنترة بن شداد القتالية، ومات فيها عن عمر جاوز الثمانين عاما إثر سهم مسوم أطلقة فارس يدعى الليث الرهيص، كان قد عماه عنترة في تلك الحرب وانتهت الحرب بهزيمة عبس وانقضاء سطوتهم على يد جيش حذيفة بن بدر الذي دخل ديار عبس بعد هروب قيس بن زهير زعيمهم، وخروج معظم جيش عبس في حراسة قافلة للنعمان بن المنذر بن ماء السماء ملك الحيرة بمئة جندي وترك على أبوابها جيشا قوامه خمسة آلاف فارس. مات في هذه الحرب عروة بن الورد وعنترة بن شداد وحمل بن بدر وعمرو بن مالك ومالك بن زهير، انتهت الحرب بعد قيام شريفين هما الحارث بن عوف المري وهرم بن سنان المرّيّان الذبيانيان فأديا من مالهما ديات القتلى الذين فضلوا بعد إحصاء قتلى الحيين وأطفآ بذلك نار الحرب، وقد مدح زهير بن أبي سلمى هذا الفعل في معلقته.

## انظرأيضًا
- حرب الفجار
- حرب البسوس
- غطفان

## وصلات خارجية
- تفاصيل حرب داحس والغبراء
- قصة حرب داحس والغبراء